# Die BIF
Die BIF - Blätter für ideale Frauenfreundschaften (kortweg bekend als Die BIF;  Duits voor 'De BIF - Blad voor ideale vrouwenvriendschappen'; ook wel gestileerd als Die BiF), was een Duits tijdschrift. Het was in 1926 en 1927 het eerste tijdschrift gericht op lesbiennes dat volledig door vrouwen werd geschreven en uitgegeven. Er werden slechts drie edities uitgebracht. Uitgeefster van het blad was Selli Engler. Voor Engler was het blad haar eerste grote project. Engler zou later schrijven voor andere lesbische tijdschriften zoals Frauenliebe en Die Freundin.

## Context
De BIF verschilde van andere tijdschriften gericht op lesbiennes omdat het tijdschrift volledig draaide op de werkzaamheden van vrouwen. Andere lesbische tijdschriften in deze tijd werden veelal door homoseksuele mannen uitgegeven, wat wellicht een kenmerk was van de lage organisatiegraad in de vroege jaren 1920 van lesbische vrouwen ten opzichte van homoseksuele mannen. Net als alle andere lhbti-literatuur, behoorde het tijdschrift tot de Schmutz und Schund-literatuur, die door een wet, aangenomen in 1926, niet meer openbaar verkocht mocht worden.
De BIF was aanzienlijk duurder dan andere tijdschriften in die tijd. De prijs was één mark, veel duurder dan die van de  Frauenliebe en Die Freundin. Mogelijk betekende dit ook de ondergang van het blad; er was onvoldoende animo voor het blad, meende de voormalig hoofdredacteur van Garçonne, een ander lesbisch blad, in 1934. Engler kwam er mogelijk zo door in de financiële problemen dat een volgende uitgave uitbleef.

## Inhoud
Het blad bevatte artikelen over historische figuren, gedichten, korte fictieve verhalen, maar ook delen van teksten van onder meer Magnus Hirschfeld. Zowel inhoudelijk als qua schrijvers had de BIF weinig te maken met de andere lesbische tijdschriften van de Weimarrepubliek, de enige overeenkomst tussen de BIF, die op zichzelf stond en ook geen sponsoring kreeg vanuit grotere lesbische en homoseksuele organisaties, was Selli Engler, die later voor de andere tijdschriften zou schrijven.

## Einde vanDie BIF
Die BIF werd maar drie maal uitgegeven. Toch zijn alle uitgaven bewaard gebleven in de Nationale Bibliotheek van Duitsland. Selli Engler leverde alle drie de uitgaven aan en liet het blad opnemen in de vestiging te Leipzig. Dit zijn de enige bekende exemplaren van de Blätter für ideale Frauenfreundschaften die bewaard zijn gebleven.
Engler richtte naast het blad ook de Damen-Bif-Club op. De club kwam in 1927 samen in het Ballhaus aan de Bülowstraße 37, waar een jaar later ook Damenklub Violetta voor het eerst zou samenkomen. De Damen-Bif-Club was op dat moment echter al opgedoekt.